# Mycomya meridionalis
Mycomya meridionalis är en tvåvingeart som beskrevs av Oskar Augustus Johannsen 1909. Mycomya meridionalis ingår i släktet Mycomya och familjen svampmyggor. Inga underarter finns listade i Catalogue of Life.